# Schnellin
Schnellin este o comună din landul Saxonia-Anhalt, Germania.